# Pedrosa (Cármenes)
Pedrosa es una localidad española perteneciente al municipio de Cármenes, en la provincia de León, comunidad autónoma de Castilla y León.

## Geografía

### Localización

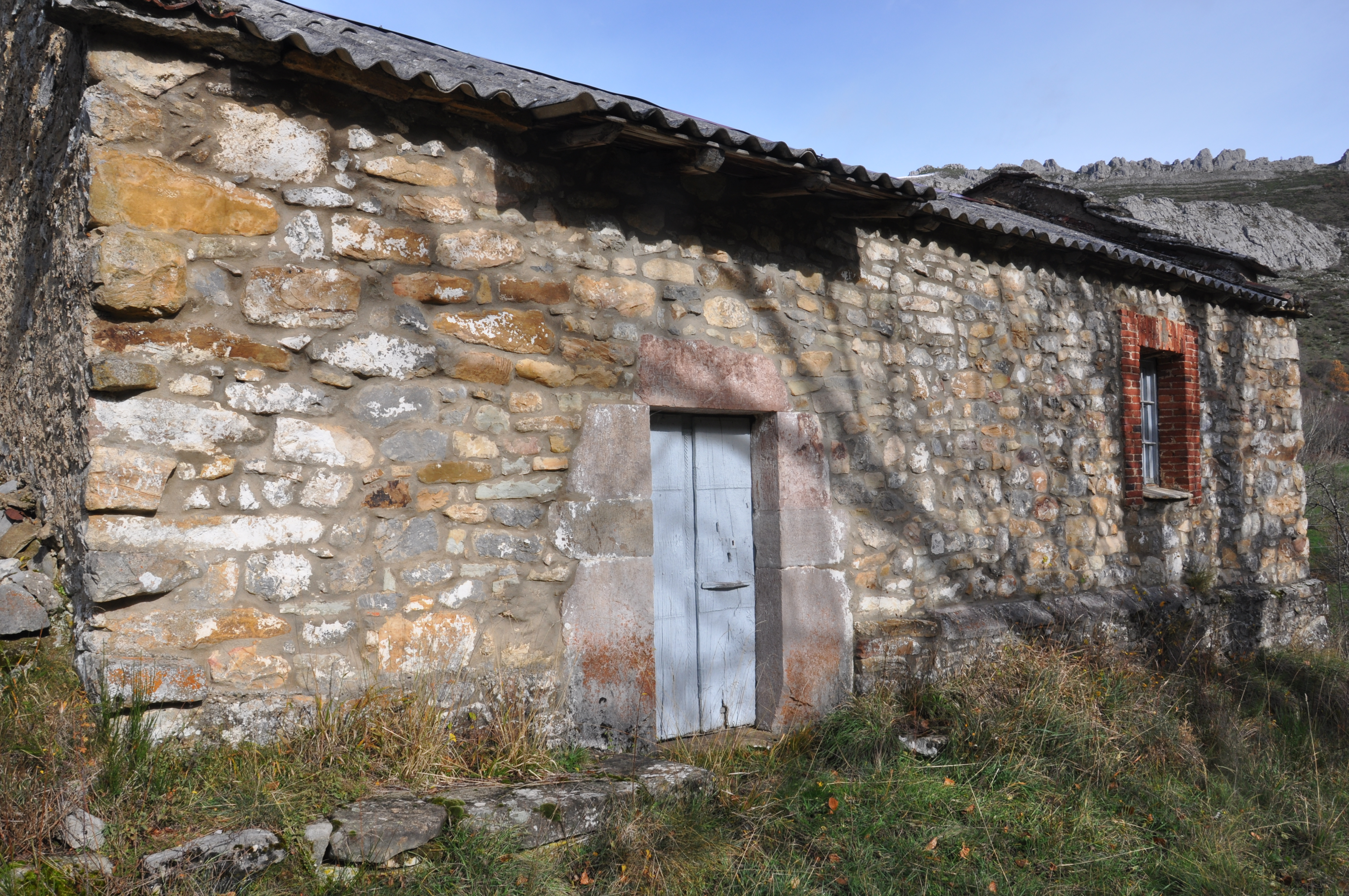
Ermita de San Jorge de Pedrosa

Pedrosa se encuentra en el llamado Vallico; valle que aglomera los pueblos de Valverdín, Pedrosa, Lavandera, Genicera y el desaparecido pueblo de San Esteban de Uvierzo; todos estos dentro de la reserva de la biosfera de Los Argüellos.
| Noroeste: Pontedo | Norte: Canseco | Nordeste: Redilluera (Valdelugueros) |
| Oeste: Valverdín  |                | Este: Lavandera                      |
| Suroeste: Getino  | Sur: Tabanedo  | Sureste: Tabanedo                    |

## Demografía
Evolución de la población
| Gráfica de evolución demográfica de Pedrosa entre 2000 y 2024      |
|                                                                    |
| Población de derecho (2000-2023) según el padrón municipal del INE |